# Caló dels Grells
El Caló dels Grells (col·loquialment Caló des Grells) és una cala de la ciutat de Mallorca pròxima a Portopí, entre el Palau de Marivent i el Castell de Sant Carles, delimitada per la Punta dels Grells i per la Punta de la Cova dels Coloms.
Es tracta d'una cala semiurbana de còdols. L'accés es fa per una escala habilitada que davalla de la carretera del Dic de l'Oest. Compta amb un aparcament gratuït per una quarantena de places i també és possible d'accedir-hi amb la línia 1 de bus, la qual passa pel caló amb freqüència d'una hora.